# Antiguraleus pedicus
Antiguraleus pedicus är en snäckart som beskrevs av Powell 1942. Antiguraleus pedicus ingår i släktet Antiguraleus och familjen kägelsnäckor. Inga underarter finns listade i Catalogue of Life.